# Vince Gironda
Vincent Anselmo Gironda, detto Vince (New York, 9 novembre 1917 – Contea di Ventura, 18 ottobre 1997), è stato un attore e culturista statunitense.

## Biografia
Gironda nasce nel Bronx da una famiglia di origini calabresi, a New York. Si trasferisce, in seguito, a Los Angeles poiché al padre, un cascatore, viene proposta una parte nell'imminente film Ben Hur, che riscuoterà enorme successo. Vince è attratto dalla carriera professionale del padre e vorrebbe seguirne le orme; quindi decide, dopo aver visto una foto di John Grimek, che per avere successo nell'ambito cinematografico c'è bisogno di aumentare la propria massa muscolare. Nasce così, per Vince, una passione che lo renderà famoso e che gli prospetterà un'ottima fonte di guadagno (molti attori hollywoodiani quali Cher, Clint Eastwood e Denzel Washington decisero di affidarsi a lui per migliorare il proprio fisico, oltre al culturista Arnold Schwarzenegger). Nel 1948 aprì la sua palestra a Hollywood, la rinomata "Vince Gym", e grazie al suo innovativo allenamento "8x8" gli verrà attribuito il nome di "Guru di ferro".

## L'8X8
Se Vince Gironda è molto famoso nell'ambito culturistico molto lo si deve al suo allenamento "8x8" che ha rivoluzionato il culturismo. L'8x8 consisteva nel selezionare 3-4 esercizi per gruppo muscolare e svolgere 8 serie da 8 ripetizioni per ciascun esercizio; tempo di recupero tra una serie e l'altra di appena 30 secondi. «Ho una netta preferenza per il sistema di serie e di ripetizioni otto da otto. Torno spesso a questo onesto allenamento ad elevata intensità per fare avere ai culturisti di livello avanzato la massima crescita delle fibre muscolari nel minor tempo possibile» diceva. L'allenamento, seppur molto faticoso, non doveva durare oltre i 45-60 minuti, perché una tempistica maggiore sarebbe coincisa con la crescita della secrezione degli ormoni catabolici e il calo di secrezione di quelli anabolici. Gironda suggeriva di portare a 20 le ripetizioni per i polpacci (naturalmente le serie rimanevano 8). Sosteneva, inoltre, che per aumentare la massa muscolare non c'era bisogno di elevare sempre più i carichi, bensì aumentare l'intensità dei carichi di lavoro: « Per avere muscoli più grossi, dovete aumentare l'intensità del lavoro fatto in un dato intervallo di tempo. Questo significa il minimo di recupero tra le serie. Spingetevi oltre ».